# Paralysed Age
Paralysed Age ist eine deutsche Gothic-Rock- und Dark-Wave-Band.

## Geschichte
1991 in der ursprünglichen Besetzung Marco Neumann, Stefan Kirsch und Michael Knust gegründet, veröffentlichte die Band zwei MCs sowie auf dem Label Glasnost Records die CD Nocturne und die EP Bloodsucker. Die von Geschichten von Bram Stoker und Edgar Allan Poe inspirierten Texte behandelten häufig das Thema Vampirismus.
In dieser Besetzung löste sich die Band 1996 auf. Eine Kompilation aus den Veröffentlichungen dieser Bandphase wurde 1999 in den USA unter dem Titel Empire of the Vampire veröffentlicht.
Ab 1998 spielten Paralysed Age als Duo bestehend aus Michael Knust und Andrea Knust. In dieser Besetzung erfolgte die Veröffentlichung zweier weiterer Alben auf dem amerikanischen Label Dancing Ferret Discs. Auf Into the Ice wirkte unter anderem auch die Crüxshadows-Violinistin Rachel MacDonnell mit.
Im April 2019 haben Paralysed Age ein neues Album mit dem Titel "Intermezzo" veröffentlicht.

## Diskografie

### Alben
- 1992: Christened Child (MC, Negative Choice)
- 1993: Exile (MC, Negative Choice)
- 1994: Nocturne  (Glasnost Records)
- 2001: Into the Ice (Dancing Ferret Discs)
- 2006: Tragedia Nosferata (Dancing Ferret Discs)
- 2019: Intermezzo (Spinnup)

### EPs
- 1994: Bloodsucker (Glasnost Records)

### Kompilationen
- 1999: Empire of the Vampire (Dancing Ferret Discs)